# Acrocercops lophonota
Acrocercops lophonota är en fjärilsart som beskrevs av Edward Meyrick 1921. Acrocercops lophonota ingår i släktet Acrocercops och familjen styltmalar. Inga underarter finns listade i Catalogue of Life.